# 후카가와시
후카가와시(일본어: 深川市)는 일본 홋카이도 소라치 종합진흥국(구 소라치 지청) 관내에 있는 중심 도시이다.

## 지리
이사카리평야의 최북부에 위치하는 도시이다. 남부를 제외한 세 방면이 산으로 둘러싸인 지형이며, 중심부에는 동서로 이시카리강이 흐르고 그 주변에 논이 펼쳐진다. 또 북부의 산간부에서 우류강이 남쪽으로 흐르지만 시내의 평야에는 대부분 들어오지 않은 채 서쪽으로 빠진다. 소라치 종합진흥국 북부(기타소라치)의 교통 요충지로 많은 철도·도로가 집적한다.

### 기후
기후는 약간 내륙성 기후로 연교차가 크며, 특별폭설지대이다. 최한월(1월) 평균 기온은 -7.7℃, 최난월(8월) 평균 기온은 20.6℃, 연평균 기온은 6.4℃이다.
- 역대 최고 기온 기록: 33.9℃
- 역대 최저 기온 기록: ―29.7℃

| 후카가와시의 기후                                            | 후카가와시의 기후 | 후카가와시의 기후 | 후카가와시의 기후 | 후카가와시의 기후 | 후카가와시의 기후 | 후카가와시의 기후 | 후카가와시의 기후 | 후카가와시의 기후 | 후카가와시의 기후 | 후카가와시의 기후 | 후카가와시의 기후 | 후카가와시의 기후 | 후카가와시의 기후 |
| 월                                                           | 1월               | 2월               | 3월               | 4월               | 5월               | 6월               | 7월               | 8월               | 9월               | 10월              | 11월              | 12월              | 연간              |
| ------------------------------------------------------------ | ----------------- | ----------------- | ----------------- | ----------------- | ----------------- | ----------------- | ----------------- | ----------------- | ----------------- | ----------------- | ----------------- | ----------------- | ----------------- |
| 역대 최고 기온 °C (°F)                                       | 6.1 (43.0)        | 7.7 (45.9)        | 13.5 (56.3)       | 25.7 (78.3)       | 31.9 (89.4)       | 33.6 (92.5)       | 35.8 (96.4)       | 36.1 (97.0)       | 33.1 (91.6)       | 24.9 (76.8)       | 20.9 (69.6)       | 13.2 (55.8)       | 36.1 (97.0)       |
| 일평균 최고 기온 °C (°F)                                     | −3.2 (26.2)       | −2.0 (28.4)       | 2.3 (36.1)        | 10.1 (50.2)       | 17.6 (63.7)       | 21.8 (71.2)       | 25.2 (77.4)       | 25.8 (78.4)       | 21.8 (71.2)       | 15.0 (59.0)       | 6.5 (43.7)        | −0.9 (30.4)       | 11.7 (53.0)       |
| 일일 평균 기온 °C (°F)                                       | −7.3 (18.9)       | −6.6 (20.1)       | −2.0 (28.4)       | 4.8 (40.6)        | 11.7 (53.1)       | 16.4 (61.5)       | 20.1 (68.2)       | 20.6 (69.1)       | 16.1 (61.0)       | 9.5 (49.1)        | 2.5 (36.5)        | −4.3 (24.3)       | 6.8 (44.2)        |
| 일평균 최저 기온 °C (°F)                                     | −13.0 (8.6)       | −13.0 (8.6)       | −7.5 (18.5)       | −0.5 (31.1)       | 6.3 (43.3)        | 11.9 (53.4)       | 16.2 (61.2)       | 16.4 (61.5)       | 10.9 (51.6)       | 4.3 (39.7)        | −1.5 (29.3)       | −9.0 (15.8)       | 1.8 (35.2)        |
| 역대 최저 기온 °C (°F)                                       | −28.9 (−20.0)     | −29.7 (−21.5)     | −26.7 (−16.1)     | −14.8 (5.4)       | −3.2 (26.2)       | 2.6 (36.7)        | 6.8 (44.2)        | 7.5 (45.5)        | 0.7 (33.3)        | −6.0 (21.2)       | −18.9 (−2.0)      | −28.7 (−19.7)     | −29.7 (−21.5)     |
| 평균 강수량 mm (인치)                                        | 50.0 (1.97)       | 39.9 (1.57)       | 42.7 (1.68)       | 47.9 (1.89)       | 67.9 (2.67)       | 62.1 (2.44)       | 130.1 (5.12)      | 147.3 (5.80)      | 147.0 (5.79)      | 122.6 (4.83)      | 111.1 (4.37)      | 74.4 (2.93)       | 1,044.2 (41.11)   |
| 평균 강설량 cm (인치)                                        | 243 (96)          | 188 (74)          | 146 (57)          | 23 (9.1)          | 0 (0)             | 0 (0)             | 0 (0)             | 0 (0)             | 0 (0)             | 1 (0.4)           | 83 (33)           | 242 (95)          | 929 (366)         |
| 평균 강수일수 (≥ 1.0 mm)                                     | 16.3              | 13.6              | 11.9              | 11.1              | 10.7              | 8.7               | 10.2              | 11.1              | 13.4              | 15.4              | 19.2              | 19.1              | 160.7             |
| 평균 강설일수 (≥ 3 cm)                                       | 23.2              | 19.4              | 16.1              | 3.0               | 0                 | 0                 | 0                 | 0                 | 0                 | 0.2               | 7.3               | 22.0              | 91.2              |
| 평균 월간 일조시간                                           | 73.9              | 91.1              | 133.1             | 162.1             | 195.7             | 171.6             | 166.9             | 163.3             | 153.4             | 127.4             | 65.3              | 54.2              | 1,560             |
| 출처: 일본 기상청 (평년값: 1991년~2020년, 극값: 1977년~현재) |                   |                   |                   |                   |                   |                   |                   |                   |                   |                   |                   |                   |                   |

## 역사
지명의 유래는 시내를 흐르는 오토리강(아이누어 '오오호·나이')의 의역인 '깊은 강'이라는 설이 있다.
- 1892년 - 홋카이도청령에 의해 현재의 호로카나이정의 일부를 포함한 우류강 좌안 일대에 우류군 후카가와촌을 설치했다.
- 1918년 - 후카가와정이 탄생했다.
- 1963년 5월 1일 - 후카가와정·이찬촌·오사무나이촌·오토에촌이 합병해 후카가와시가 되었다.
- 1970년 4월 1일 - 인접하는 다도시정을 편입했다.

## 산업
벼농사가 대부분이다. 인접하는 아사히카와시·호로카나이정과 함께 메밀 생산이 번성하여 생산량은 일본 2위이다. 또 오이, 멜론, 마를 포함한 원예 농업도 이루어진다. 후카가와시 주변 지대는 삼림도 넓고 임업도 행해진다.

## 교통

### 철도
- 홋카이도 여객철도
  - 하코다테 본선
  - 루모이 본선

### 도로
- 도오 자동차도
- 후카가와루모이 자동차도
- 국도 12호선
- 국도 233호선
- 국도 275호선

## 자매 도시
- 캐나다 브리티시컬럼비아주 아보츠포드(1998년 9월 13일)